# 白川村立平瀬中学校
白川村立平瀬中学校 （しらかわそんりつ　ひらせちゅうがっこう）は、かつて岐阜県大野郡白川村に存在した公立中学校。

## 概要
- 校区は白川村南部（尾神・福島・牧・御母衣・木谷・保木脇・長瀬・平瀬）であり、平瀬小学校の児童が進学。1992年に白川中学校と統合、白川中学校の新設により廃校。

## 沿革
- 1947年（昭和22年）4月1日 - 白川村立平瀬中学校として開校。平瀬小学校に併設。尾神分校、保木脇分校を設置。
- 1948年（昭和23年） - 中学校校舎を新築。
- 1954年（昭和29年）5月 - 尾神分校を廃止。
- 1958年（昭和33年） - 小中学校の新校舎（鉄筋コンクリート造）が完成。
- 1963年（昭和38年）3月 - 保木脇分校が保木脇冬季分校となる。
- 1964年（昭和39年）
  - 5月 - 保木脇冬季分校を廃止。
  - 6月 - 特別教室が完成。
- 1982年（昭和57年）
  - 4月 - 小中学校併設を解消。平瀬中学校は単独校となる。
  - 8月 - 平瀬小学校の新校舎が完成し、従来の校舎は平瀬中学校校舎となる。
- 1992年（平成4年）3月 - 白川中学校と統合。白川中学校新設により廃校。